# Cemitério Judaico de Varsóvia
O Cemitério Judaico de Varsóvia é um dos maiores cemitérios judaicos da Europe. Foi estabelecido em 1806 e ocupa uma área de 33 hectares (83 acres). O cemitério contém mais de 250.000 sepulturas marcadas, bem como sepulturas coletivas de vítimas do Gueto de Varsóvia. Embora o cemitério tenha sido fechado durante a Segunda Guerra Mundial, após a guerra foi reaberto e uma pequena parte permanece ativa, servindo a população judaica de Varsóvia.

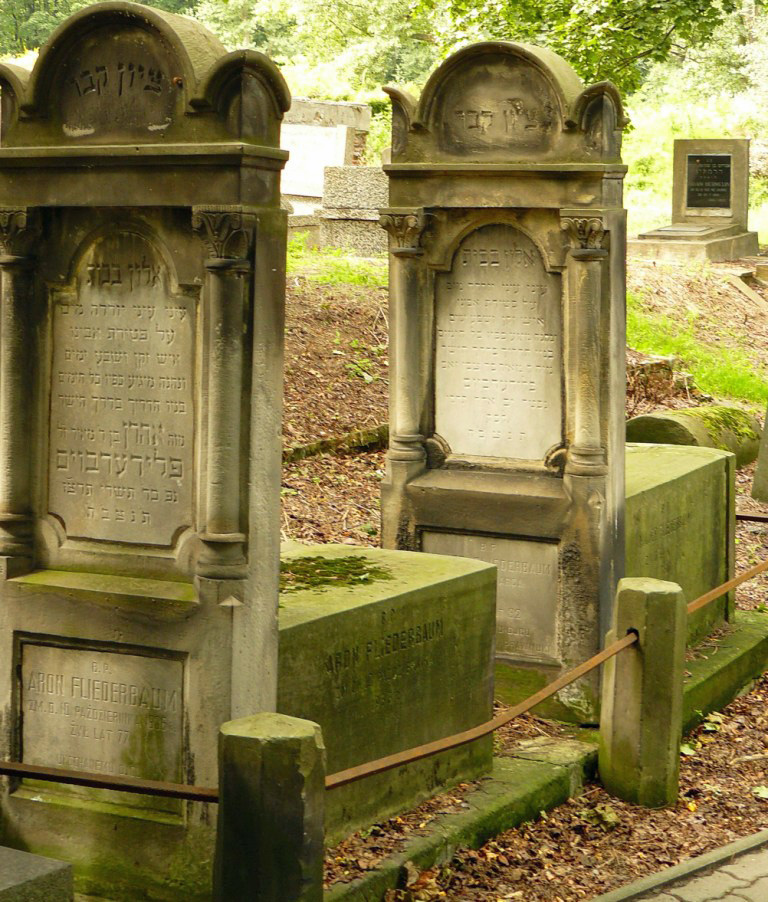
Sepulturas

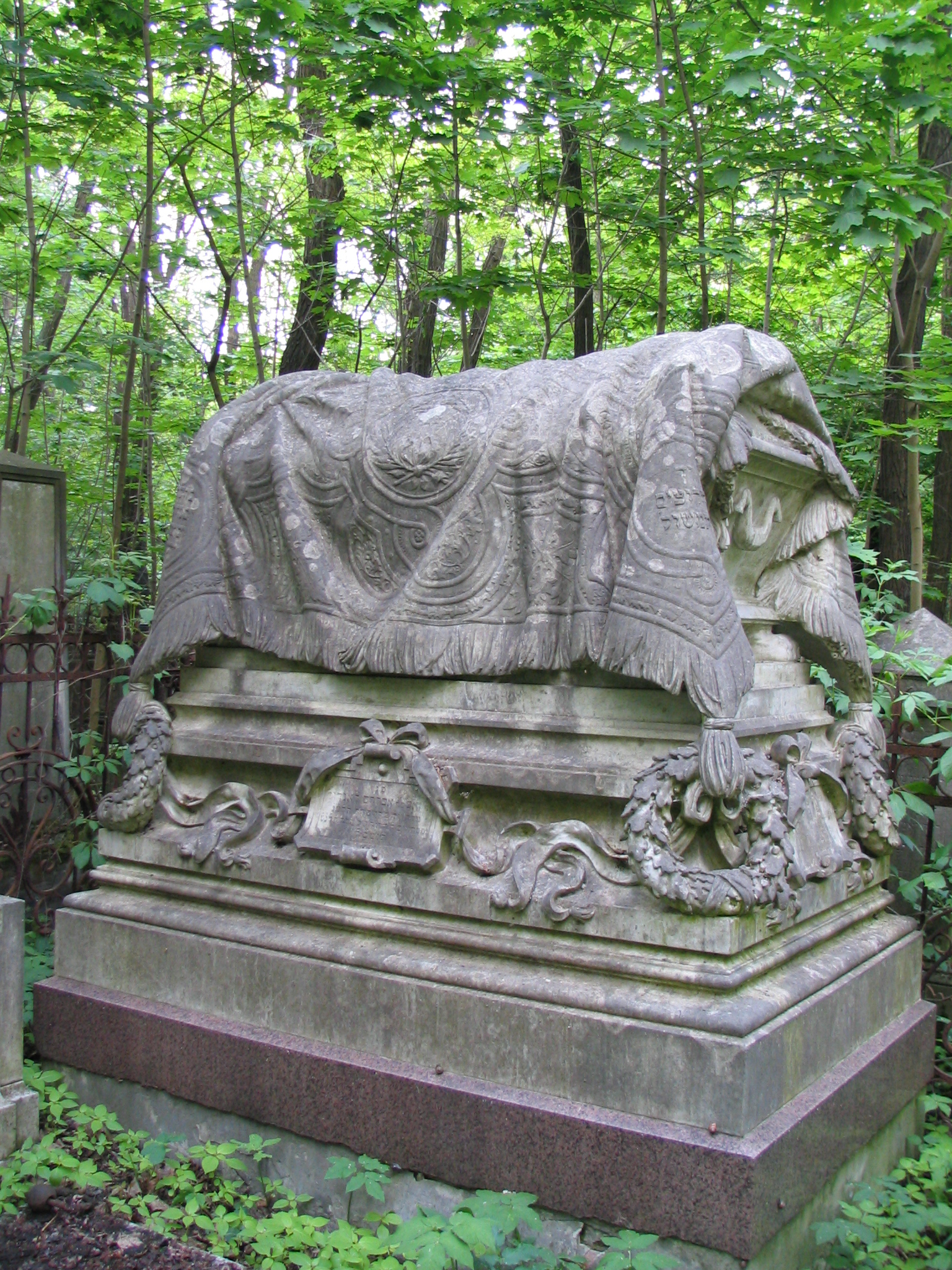
Sepultura monumental de Wilhelm e Ewa Landau

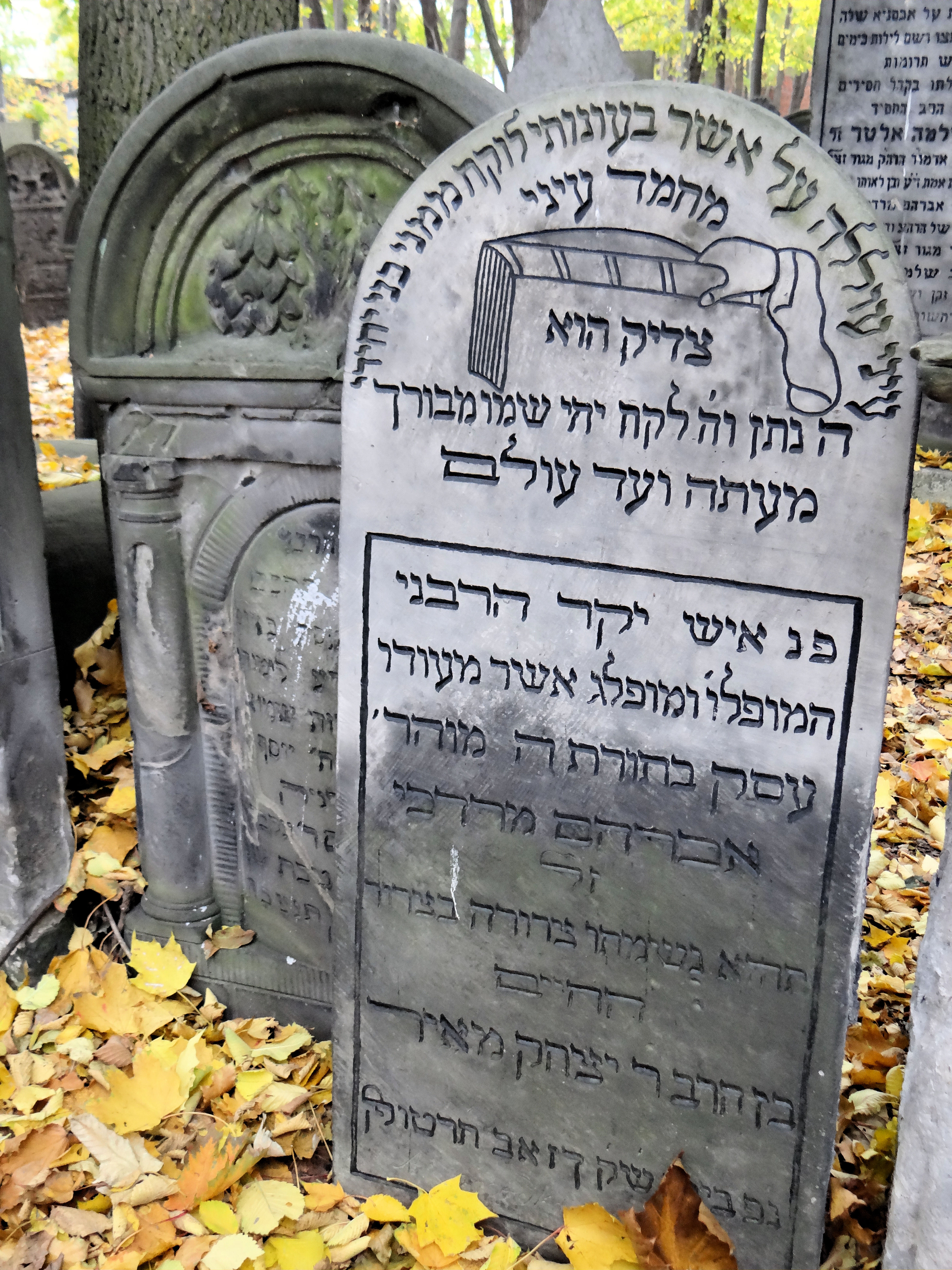
Sepulturas

## Sepultamentos notáveis
- Sch. An-Ski, escritor
- Szymon Askenazy, arqueólogo
- Meir Balaban

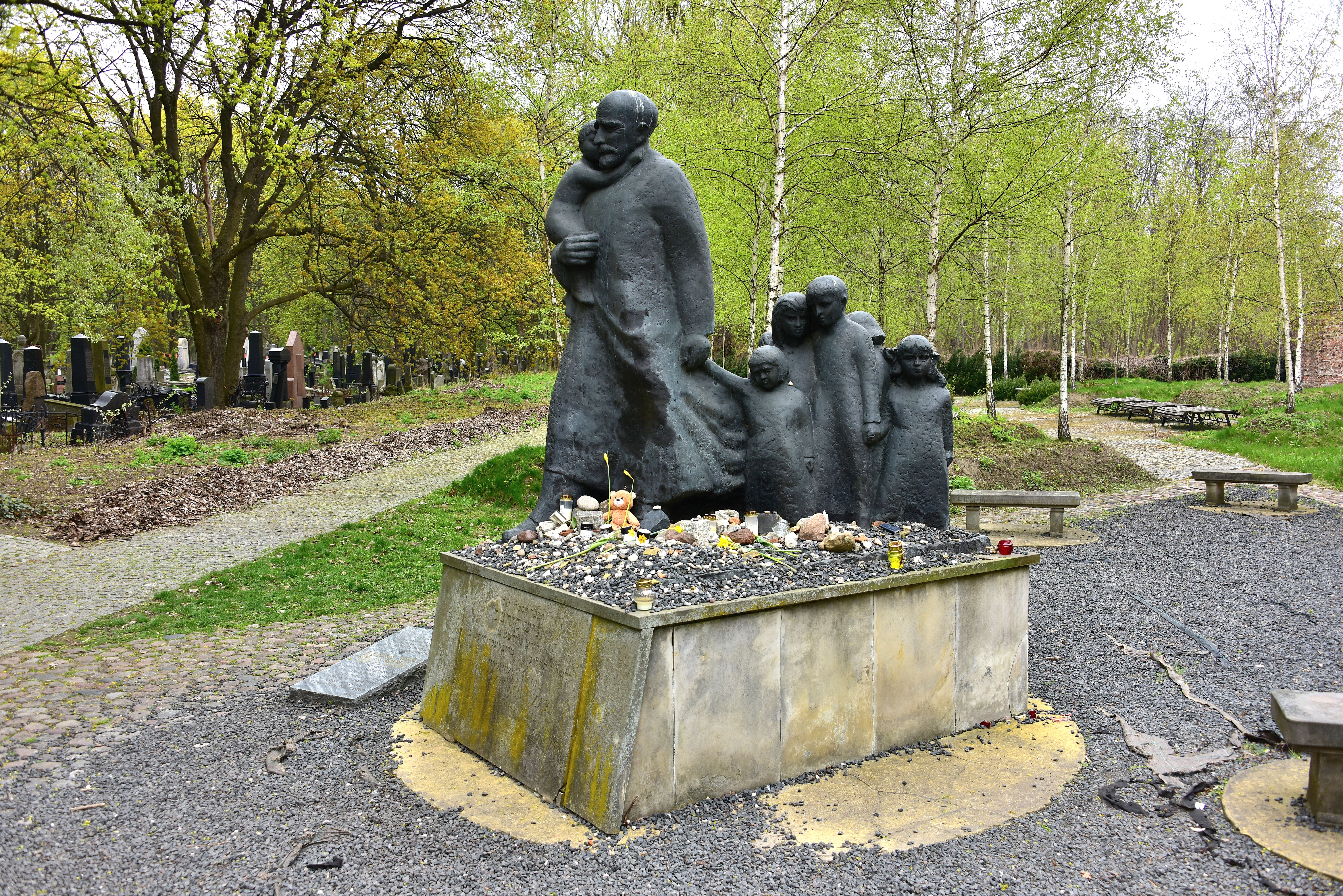
Um monumento (cenotáfio) dedicado a Janusz Korczak

- Naftali Zvi Yehuda Berlin, escritor
- Mathias Bersohn, filantropo
- Adam Czerniakow, lider do conselho judaico no Gueto de Varsóvia
- Szymon Datner, historiador
- Jacob Dinezon (1852–1919), escritor
- Marek Edelman
- Maksymilian Fajans, fotógrafo
- Maurycy Fajans, empresário
- Alexander Flamberg, mestre de xadrez
- Edward Flatau, neurologista
- Uri Nissan Gnessin, escritor
- Samuel Goldflam, neurologista
- Ester Rachel Kamińska (1870–1925), mãe de Ida Kamińska
- Michał Klepfisz
- Janusz Korczak
- Izaak Kramsztyk, rabino e advogado
- Aleksander Lesser, pintor e crítico de arte
- Szlomo Zalman Lipszyc, primeiro rabino chefe de Varsóvia
- Dow Ber Meisels, raino de Cracóvia e Varsóvia
- Samuel Orgelbrand, publicador da Enciclopédia Universal
- Isaac Loeb Peretz (1852–1915) escritor
- Samuel Abraham Poznański
- Józef Różański,
- Józef Sandel, historiador e crítico de arte
- Hayyim Selig Slonimski, astrônomo
- Chaim Soloveitchik
- Julian Stryjkowski, (nascido Pesach Stark) 1905-1996, escritor
- Hipolit Wawelberg, fundador do Warsaw Technical College
- Szymon Winawer, jogador de xadrez
- Lucjan Wolanowski
- Ludwik Zamenhof, médico e inventor do esperanto